# Bandeirante
Bandeirante är en kommun i Brasilien.   Den ligger i delstaten Santa Catarina, i den södra delen av landet, 1 400 km sydväst om huvudstaden Brasília. Antalet invånare är 2 906. Arean är 146 kvadratkilometer.
Terrängen i Bandeirante är huvudsakligen kuperad, men åt nordost är den platt.
Omgivningarna runt Bandeirante är en mosaik av jordbruksmark och naturlig växtlighet. Runt Bandeirante är det ganska glesbefolkat, med 26 invånare per kvadratkilometer.